# Nito Verdera
Nito Verdera (nom de ploma de Joan Verdera i Escandell, Eivissa, 1934 - Eivissa, 2022) fou un periodista eivissenc, pilot de la marina mercant i investigador colombí. Membre del Centre d'Estudis Colombins ha publicat diversos llibres on manté la tesi que Colom fou criptojueu i eivissenc.
Va abandonar la marina mercant per dedicar-se al periodisme com a redactor del Diario de Ibiza, corresponsal de Ràdio Nacional d'Espanya, i col·laborador de l'agència EFE, Catalunya Ràdio, Cadena COPE i Televisió Espanyola.

## Colom eivissenc

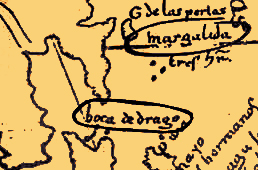
Detall del mapa de Juan de la Cosa, on Nito Verdera assenyalà dos topònims clarament catalans: Margalida i Boca de dragó.

Va estudiar els topònims que Colom va utilitzar a les Índies i conclou que una part significativa està relacionada amb Eivissa i Formentera. Després d'investigar les famílies Colom a Eivissa, i els coneixements del navegant relacionats amb l'escola de cartografia de Mallorca, afirma que Colom era d'origen jueu nascut a Eivissa.
El seu últim llibre Cristóbal Colón, el libro de las Falacias y cuatro Verdades ha estat presentat recentment a l'Ateneu de Madrid per l'actual Duc de Veragua, descendent directe de l'Almirall. No només demostra ferventment la relació de Colom amb Eivissa i el seu origen jueu, sinó que desfà una per una totes les "fal·làcies" que han envoltat al descobridor.
Nito Verdera fou també, degut al seu ofici de pilot de la marina mercant, un destacat estudiós dels mapes precolombins d'Amèrica. En el seu últim llibre demostra que al Mapa Cantino hi ha les proves (topònims portuguesos) del coneixement portuguès del Carib i la Florida abans que fos explorada per Juan Ponce de León.

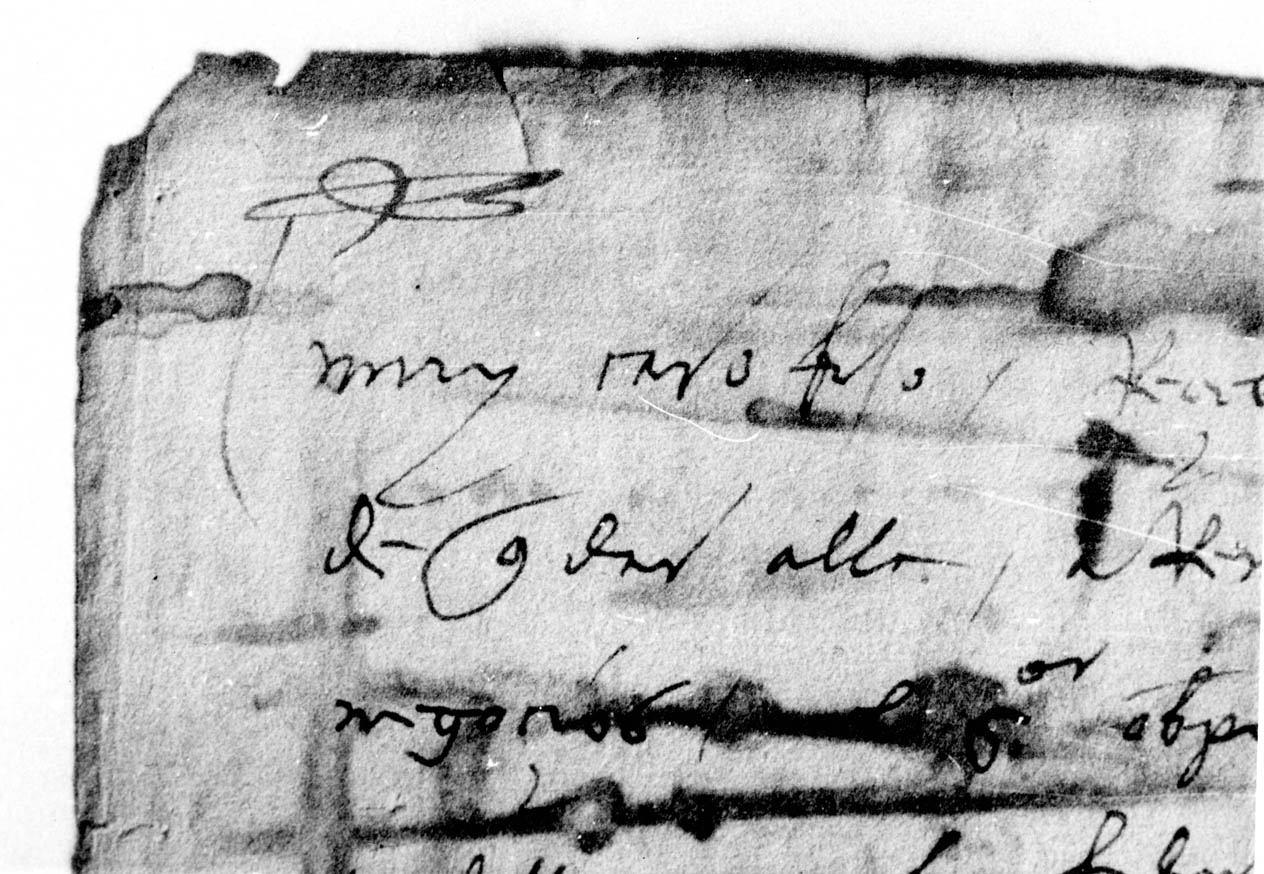
Detall d'una carta de Colom al seu fill Diego, amb les lletres hebrees bet i hai al cantó superior esquerre.

Va afegir, com a prova de la catalanitat cultural de l'Almirall, diverses llistes de vocabulari col·loquial, nàutic i toponímic de paraules utilitzades per Colom als seus escrits, que demostren no només que Colom era catalanoparlant sinó que, segons el mateix Diccionario Etimológico Castellano e Hispánico, Colom és el primer a utilitzar moltes paraules en castellà, especialment les del vocabulari nàutic, existint totes elles, segons el Diccionari Etimològic i Complementari de la Llengua Catalana molt abans documentades en català.
També fou qui millor va seguir la línia d'investigació de Simon Wiesenthal i Madariaga de què Colom era jueu. En el seu últim llibre amplia les tesis del famós caçanazis amb les aportacions i estudis de la professora Estelle Irizarry (estudi del Llibre de les Profecies d'en Colom), Sara Leibovicci (les inicials Bet Hai de les capçaleres de les cartes de Colom als seus fills).
Va estudiar el que ell anomenava l'ADN linguistic d'en Colom, conjuntament amb la Dra Estelle Yrizarri, qui va publicar l'article d'aquest estudi a la revista Aki Yerushalayim, l'unica revista d'abast mundial escrita en ladino.

## Llibres publicats
- Tesis ibicenca de Cristóbal Colón: Cristòfor Colom fou eivissenc, 1979.
- La verdad de un nacimiento: Colón ibicenco.  Madrid: Kaydeda, 1988. ISBN 84-86879-07-8.
- Cristòfor Colom, catalanoparlante.  Eivissa: Mediterrània, 1994. ISBN 84-87883-36-2.
- Cristóbal Colón, originario de Ibiza y criptojudío.  Eivissa: Consell Insular d'Eivissa i Formentera, 1999. ISBN 84-88018-42-8.
- De Ibiza y Formentera al Caribe: Cristóbal Colón y la toponimía, 2000.
- Cristóbal Colón: El Libro de las Falacias y Relación de cuatro verdades.  Barcelona: Barcelona Comunicació, 2007. ISBN 9788461187225.